# Zhao Jun
Zhao Jun (Jinan, 12 dicembre 1986) è uno scacchista cinese.
Diventò il 19° Grande Maestro cinese in febbraio 2005, all'età di 18 anni.
Conseguì le tre norme necessarie per il titolo di grande maestro nel 2014 all'Open Aeroflot, nel campionato cinese a squadre e nel Campionato del mondo juniores (under-20) di Cochin, dove si classificò terzo.
Nel 2006 partecipò con la nazionale cinese alle Olimpiadi di Torino, vincendo la medaglia d'argento di squadra.
Nel 2008 vinse con la Cina la medaglia d'oro di squadra nel campionato asiatico a squadre. 
Partecipò alle Coppe del Mondo del 2005, 2007 e 2015. Nel 2007 superò il primo turno battendo Pentala Harikrishna, ma nel secondo turno perse contro Liviu-Dieter Nisipeanu. 
In gennaio 2015 vinse con 8 /9 il 90º Torneo di Hastings, con un punto di vantaggio sul secondo classificato.
Zhao Jun gioca con il club di scacchi dello Shandong nel campionato cinese a squadre (China Chess League).